# Kristín Marja Baldursdóttir
Kristín Marja Baldursdóttir, född 21 januari 1949 i Hafnarfjörður, är en isländsk författare. Hennes första bok var Måsarnas skratt (Mávahlátur) som kom ut 1995 och ledde till hennes genombrott. Boken blev efter några år teaterpjäs och film. Den utspelar sig i Hafnarfjörður på 1950-talet, i ett hus fullt av kvinnor där huvudpersonen Agga växer upp. De får en chock när Aggas kusin Freyja återvänder från USA, nu vacker, charmerande och med en stark vilja, istället för som tidigare en knubbig tonåring. Måsarnas skratt skildrar den unga kvinnan Aggas dubbla känslor och porträtterar samtidigt fascinationen för Amerika i det nyligen självständiga Island.
Andra kända verk är böckerna om konstnärinnan Karítas: Karitas, utan titel (Karítas án títils) och Óreiða á striga. Den första boken utspelar sig under tidigt 1900-tal och handlar om Karitas uppväxt som yngst bland en fattig änkas sex barn. Kristín Marja hämtade inspiration till änkan ifrån sin egen farmors mor. Hon är noga med att alla barnen ska få studera, men Karitas drömmer om att bli konstnär. Ett oväntat möte med en rik och välvillig kvinna gör det möjligt för Karitas att studera konst, men sedan hindras drömmen igen av att hon oplanerat får barn med en fiskare. Den andra boken om Karitas tar vid 1945 när hennes barn är vuxna och hon återigen får möjlighet att följa sina konstnärsdrömmar ut i världen. Den är översatt till norska och danska men inte till svenska.
Kristín Marja har mottagit flera priser för sitt författarskap, bland annat den isländska falkorden, och blev nominerad till Nordiska rådets litteraturpris för boken Karitas, utan titel.
Hennes böcker har översatts till de nordiska språken, tyska, franska, nederländska, ungerska, makedonska, italienska och turkiska.